# Franz-Kafka-Preis
Der Franz-Kafka-Preis (tschechisch Cena Franze Kafky) ist ein nach dem Schriftsteller Franz Kafka (1883–1924) benannter, seit 2001 jährlich von einer internationalen Jury vergebener internationaler Literaturpreis der Franz-Kafka-Gesellschaft in Prag. Die Auszeichnung ist mit 10.000 US-Dollar dotiert (Stand 2019).

## Preisträger
- 2001: Philip Roth (Vereinigte Staaten)
- 2002: Ivan Klíma (Tschechien)
- 2003: Péter Nádas (Ungarn)
- 2004: Elfriede Jelinek (Österreich)
- 2005: Harold Pinter (Vereinigtes Königreich)
- 2006: Haruki Murakami (Japan)
- 2007: Yves Bonnefoy (Frankreich)
- 2008: Arnošt Lustig (Tschechien)
- 2009: Peter Handke (Österreich)
- 2010: Václav Havel (Tschechien)
- 2011: John Banville (Irland)
- 2012: Daniela Hodrová (Tschechien)
- 2013: Amos Oz (Israel)
- 2014: Yan Lianke (China)
- 2015: Eduardo Mendoza (Spanien)
- 2016: Claudio Magris (Italien)
- 2017: Margaret Atwood (Kanada)
- 2018: Ivan Wernisch (Tschechien)
- 2019: Pierre Michon (Frankreich)
- 2020: Milan Kundera (Tschechien/Frankreich)
- 2021: Ivan Vyskočil (Tschechien)[1]